# Gowdanaykana Halli, Shimoga
Gowdanaykana Halli là một làng thuộc tehsil Shimoga, huyện Shimoga, bang Karnataka, Ấn Độ.